# 桜沢千蔵
櫻澤千藏（さくらざわ せんぞう、1884年4月23日 - 1949年7月7日）は、日本の実業家。日東製粉(現・日東富士製粉)元社長。

## 来歴
埼玉県児玉郡東児玉村で生まれる。旧制埼玉県立熊谷中学校を経て、中央大学卒業。その後、北海タイムス記者となり活躍する。1908年、埼玉公論を主宰し埼玉公論社長となる。
1912年、松本米穀製粉会社に入社し支配人を経て、取締役となる。満州北支の治安回復とともに事業の大陸進出を進める中心人物となり日東製粉を、三大製粉会社といわれるまで成長させる。1948年、日東製粉社長となる。青柳製作所専務取締役。

## 人物
郷里の埼玉県新井村に、農民武徳殿や農場を寄付し、熊谷市の小学校跡に児童公園をつくるなど篤行の紳士としても知られる。